# Нечай, Иван Иванович
Иван Иванович Нечай (11 ноября 1936, Рыково — 2000, Новосибирск) — советский и российский журналист, редактор Новосибирской студии телевидения (1968—1998).

## Биография
Родился 11 ноября 1936 года в Рыково (сейчас — Енакиево) Донецкой области. Окончив среднюю школу, трудился в родном городе лесогоном шахты «Красный Октябрь» и обучался в авиастроительном техникуме. После армейской службы работал на искитимских и омских предприятиях.
В 1964 году окончил Новосибирский сельскохозяйственный институт (экономический факультет), но в результате решил посвятить свою жизнь журналистике. Проходил заочное обучение в Центральной школе журналистов.
В Искитиме назначен заведующим отделом комсомольской жизни в газете «Знамя коммунизма», однако инструктором отдела комсомольских организаций обкома ВЛКСМ был отозван и в 1968 году отправлен на Новосибирскую студию телевидения в редакцию молодежных передач. С этого времени работал главным образом на городском телевидении, где на протяжении 30 лет возглавлял редакции по сельскому хозяйству, молодежной, пропаганде, экономике, научно-техническому прогрессу, позднее — по политическим проблемам и науке.
Долгое время занимался проблемами военно-патриотического образования молодежи и военнослужащих СибВО, был основателем и редактором программ «Армейская слава», «Как тебе служится», «ДОСААФ — школа мужества», «Здравствуй,  Армия!», «Почта армейского клуба», которые были связаны со значимыми датами Советской армии и ВМФ СССР.
Будучи редактором политических программ ГТРК, работал над ежемесячной передачей «Студия Диалог» о предвыборном соперничестве («Учимся демократии — голосуем за перестройку»), народных депутатах СССР и РСФСР и армейских проблемах («Откровенно об Армии и не только о ней»); к сороколетнему юбилею клиники имени Е. Н. Мешалкина готовил цикл передач «Больное сердце» и др.
Важным этапом в его карьере стало создание передач о ветеранах Великой Отечественной войны из Сибири: «Календарь Победы», «С войной не кончили мы счеты», «Ни шагу назад», «Люди войны», «Сибирский Маресьев», «И сегодня в строю ветераны», «Все ее сыновья», «А память все еще в бою…», «На всю оставшуюся жизнь» (про военных медиков), «Победители» в составе цикла «О войне и обо мне».
Помимо телевизионной деятельности занимался радиопередачами, был активным автором городских и областных газет, выпускал публицистические сборники. Основал музей Новосибирского телевидения. Во время работы военным журналистом путешествовал по всему Советскому Союзу.
В поздний период жизни уделял внимание теме малолетних заключённых нацистских лагерей, к числу которых и сам относился.
В августе 1998 года вышел на пенсию.

## Сочинения
- История Искитимского комсомола. — В 2-х т. — Новосибирск, 1988.[1]

## Награды
За цикл военно-патриотических передач получил премию имени Е. М. Ярославского от областной организации Союза журналистов СССР.